# Abrostola urticae
Abrostola urticae là một loài bướm đêm trong họ Noctuidae.